# Валі-ду-Журуа (мезорегіон)

Валі-ду-Журуа на карті штату Акрі

Вали-ду-Журуа (порт. Mesorregião do Vale do Juruá) — адміністративно-статистичний мезорегіон в Бразилії, входить в штат Акрі. Населення становить 0,19 млн осіб на 2006 рік. Займає площу 74 965,417 км². Густота населення — 2,6 чол./км², на півдні і заході межує з Перу.
Територія мезорегіону відійшла до Бразилії за договором з Болівією від 17 листопада 1903 року.

## Склад мезорегіону
В мезорегіон входять наступні мікрорегіони:
1. Крузейру-ду-Сул
2. Тарауака